# Paul Haase
Paul Haase (geboren 2. April 1873; gestorben 15. Oktober 1925 in Berlin) war ein deutscher Maler, Zeichner und Karikaturist.

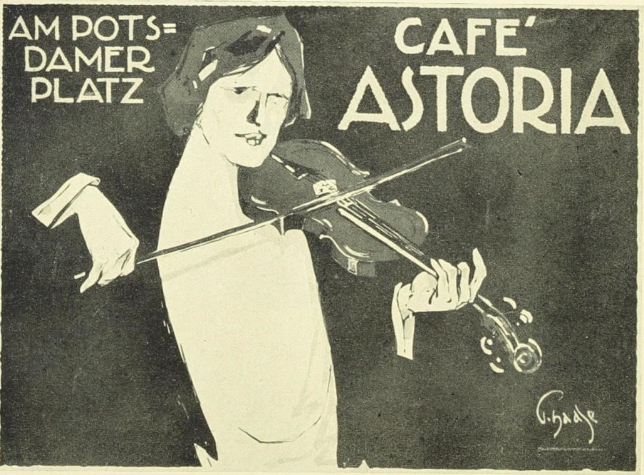
Café Astoria, Berlin, 1914

## Leben

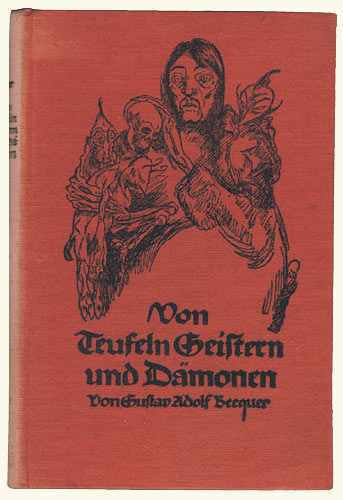
Band 8 aus der Galerie der Phantasten von Hanns Heinz Ewers, 1922. Illustriert von Paul Haase

Thema der Karikaturen und Zeichnungen Haases waren vor allen Dingen Rennsport, Rennplätze, Sport und Militärs. Seine Zeichnungen erschienen in Berliner Zeitschriften und Zeitungen. Außerdem wirkte er als Illustrator. Dazu gehören die „Visionen der Dämmerung“ von Oskar Panizza und mehrere Werke von Hanns Heinz Ewers, darunter von Ewers und Erich Mühsam unter dem Pseudonym „Onkel Franz“ verfasste Kinderbücher in Versform. In der Zeit der Volksabstimmung 1920 in Schleswig schuf Haase auch Plakate für die deutsche Seite.
Seine Frau Julie Haase-Werkenthin (1882–1960) war eine Modegrafikerin.
Paul Haase starb 1925 im Alter von 52 Jahren in Berlin und wurde auf dem Alten Zwölf-Apostel-Kirchhof in Berlin-Schöneberg beigesetzt. Das Grab ist nicht erhalten.

## Illustrationen
- Der blaue Brief : militarische Erinnerungen / von Mars ; illustriert von Paul Haase. Berlin Harmonie, 1910?
- Erich Mühsam, Hanns Heinz Ewers: Billy’s Erdengang. Eine Elephantengeschichte für artige Kinder. Verse von Onkel Franz, Bilder von Paul Haase, 1. Ausgabe, Globus, Berlin 1904.
- Matull, Kurt: Der Fürst der Bretter. Humoristischer Roman aus dem Berliner Theaterleben. Seemann Nachfolger, Berlin um 1900.
- Schmidt, Conrad Martin, Stienmann, Adolf: Fritz und Franz die bösen Buben von Berlin. Ein Berliner Bilderbuch. Mit Bildern von Paul Haase (Berlin, Globus, um 1903)
- Leipziger, Leo(n) (Pseud. hier: Roland von Berlin): Knipke. Scenen aus dem Berliner Leben vom Roland von Berlin. (= Bunte Brettl- und Theater-Bibliothek. Band XV. Serie B: Band III) (Berlin, „Harmonie“ Verlagsgesellschaft für Literatur und Kunst, (1903)
- Hannesen, Franz Robert u. Paul Haase: Rumpelstilzens Erdengang. Eine lustige Dackelgeschichte (Berlin, Globus Verlag, um 1905)
- Rideamus, (d. i. Fritz Oliven): Lenz und Liebe. Illustrationen von Paul Haase (Berlin, Schlesische Verlagsanstalt, um 1906)
- Ehler, Krak – Paul Haase (Illustr.) Auch eine Schweizer Reise und anderes (Berlin, Harmonie, 1907)
- Jordan, K.F.: Ulrich von Hutten. Ein Vorläufer unserer Zeit (Berlin-Leipzig, Hermann Seemann, um 1907, mit 1 Zeichnung v. Paul Haase)
- Haase, Paul; Zell, Theodor: Der Zoo. Ein Tierbilderbuch von Paul Haase, mit Schilderungen von Dr. Th. Zell. 3. Auflage, Berlin - Leipzig, Hermann Seemann Nachfolger, ohne Jahr [1907/1908]
- Hyan, Hans: Der Klapperstorch. Gewollte und ungewollte Kinder (Leipzig, Verlag von Franz Ohme, 1909, 1.–3. Tsd., Mit Ill. von Paul Haase)
- Drobisch, Gustav Theodor: Der kleine Stapelmatz. Lehrreiche Geschichten für Kinder mit bunten und lustigen Bildern von Paul Haase (Leipzig, Franz Ohme, ohne Jahr [1909])
- Hyan, Hans: Kaschemmenwilly (Berlin Hermann Seemann Nachf. 1910)
- Terentius, Lorenz: Die gerettete Moral und andere Satiren. Illustriert von Paul Haase. 7. Auflage (Berlin, Harmonie, ca. 1910)
- Kapherr, Egon Freiherr von: In russischer Wildnis. Erinnerungen eines Jägers. Mit Zeichnungen von Paul Haase (Berlin, Duncker, 1910)
- Strasburger, Egon Hugo: Bubenstreiche. Von Fritz und Franz, den bitterbösen, ist hier zu schauen und zu lesen (Stuttgart, Loewe, (1910), m. Illustr. v. Paul Haase)
- Dahncke, W. (Auswahl): Tiergeschichten aus fernen Ländern. Mit Federzeichng. von Paul Haase (Hamburg Gebr. Enoch (um 1910))
- Urban, Henry F.: Die Entdeckung Berlins. Mit Zeichnungen von Paul Haase. Sonderabdruck aus dem 'Berliner Lokal-Anzeiger' (Berlin, August Scherl, 1911)
- Kapherr, Egon Frhr.v., Gagern, Friedr. Frhr.v.: Kolk der Rabe und andere Tiergeschichten (Alexander Duncker, Berlin 1911, mit zahlreichen Zeichnungen und Bildern von Paul Haase)
- Kapherr, Egon Frhr. von: Scheitan, sibirische und russische Geschichten (Berlin: Egon Fleischel & co. 1911)
- Propagandaplakate für die Volksabstimmung 1920 in Schleswig, von Paul Haase entworfen (hier als Postkarten):

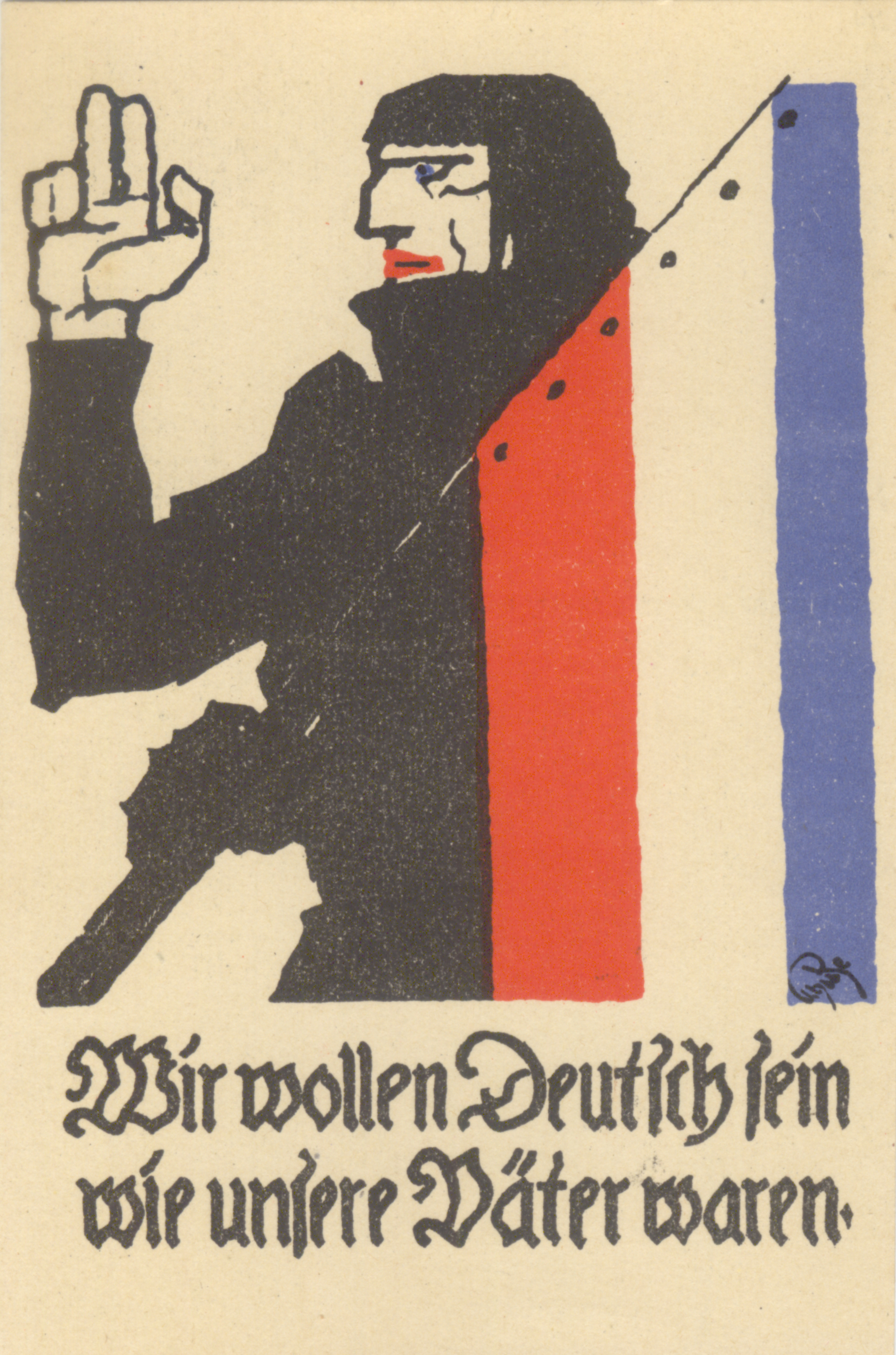
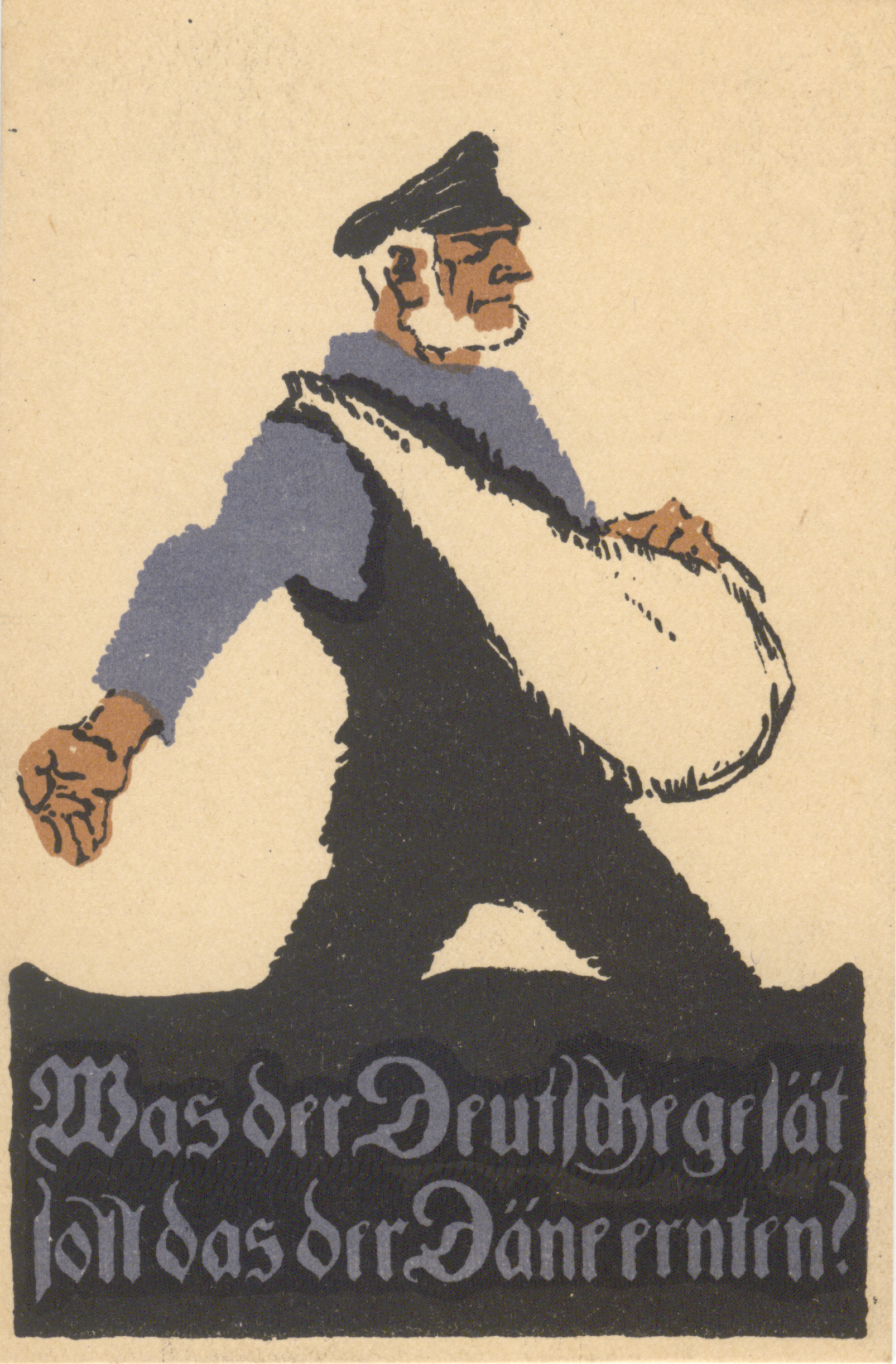
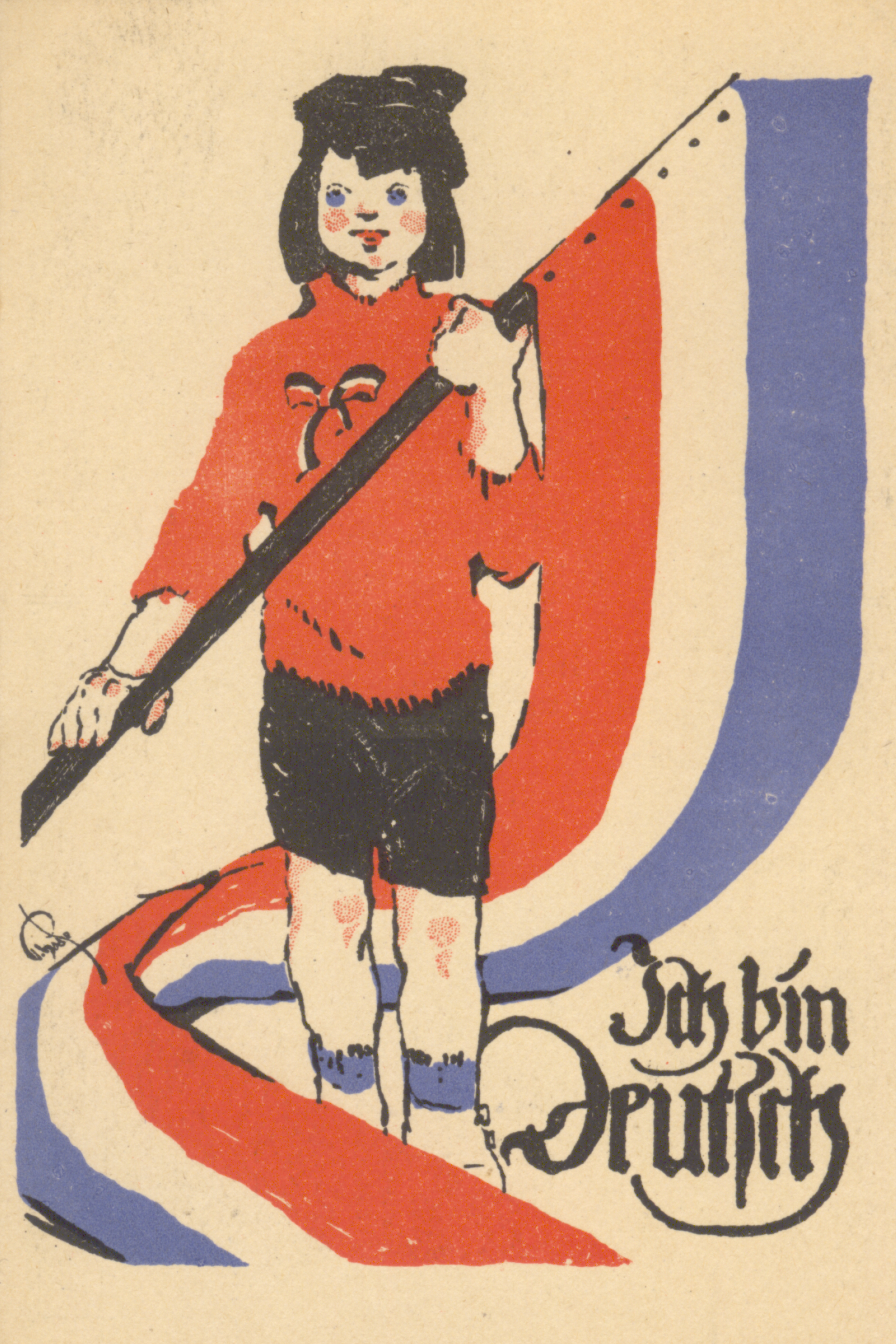